# PW Vulpeculae
PW Vulpeculae eller Nova Vulpeculae 1984 var en långsam nova i stjärnbilden Räven. Det var den första av två novor som upptäcktes i stjärnbilden under 1984. Novan upptäcktes den 27 juli 1984 av den japanske astronomen M. Wakuda medan den fortfarande tilltog i ljusstyrka. Maximal ljusstyrka nåddes den 4 augusti 1984 då den nådde magnitud +6,4. Därefter tog det fyra år innan utbrottet helt klingat av.   Den är nu en stjärna av 17:e magnituden.